# Грешнов, Владимир Михайлович
Владимир Михайлович Грешнов (род. 14 ноября 1949, Ишимбай) — советский и российский учёный. Доктор физико-математических наук (1992) (тема: «Исследование сверхпластичности и способ её эффективного использования в технологии металлообработки»). Профессор (1993). Заслуженный деятель науки Республики Башкортостан (2007).

## Биография
Созданные при его участии технологии (штамповка деталей в условиях сверхпластичности для ракетно-космической техники, холодная объёмная штамповка крепёжных изделий для автомобилестроения) внедрены на предприятиях стран бывшего СССР.
Работает (с 1974) в УГАТУ, пройдя путь от инженера, старшего научного сотрудника, старшего преподавателя до заведующего кафедрой «Машины и технология обработки металлов давлением» (1981) (ныне — кафедра нанотехнологий), доцента, профессора (1993). С 2007 года — заведующий кафедрой теоретической механики.
Специалист в области физики и механики больших пластических деформаций и обработки металлов давлением. Разработал новый способ прессования металлов по схеме «песочные часы». Впервые осуществил горячую объёмную штамповку в керамическом штампе. Разработал основы проектирования и расчета керамических штампов, теоретическую модель сверхпластической деформации металлов, предложил дифференциальную штамповку. Технологии штамповки деталей авиационных двигателей и ответственных деталей для ракетно-космической техники внедрены на машиностроительных предприятиях в РБ, РФ и СНГ.

## Патенты
Имеет 28 авторских свидетельств и патентов на изобретения.
- Штамп для горячего деформирования деталей (от 25.11.1978) (авторы — Климов Игорь Александрович, Грешнов Владимир Михайлович, Кайбышев Оскар Акрамович, Галимов Макки Даянович)
- Штамп для изотермического деформирования (от 30.08.1981) (авторы — Грешнов Владимир Михайлович, Кайбышев Оскар Акрамович, Метелев Борис Константинович, Щеринов Виталий Николаевич, Котунов Владимир Фёдорович, Шишменцев Виктор Петрович)
- Способ пластического структурообразования и устройство для его осуществления (от 23.06.1992) (авторы — Грешнов Владимир Михайлович, Амиров Марс Гизитдинович, Голубев Олег Вячеславович, Лавриненко Юрий Андреевич)